# Springfontein
Springfontein este un oraș din Provincia Free State, Africa de Sud.